# Pascuales
Pascuales ist ein Stadtteil im äußersten Norden von Guayaquil und eine Parroquia urbana im Kanton Guayaquil der ecuadorianischen Provinz Guayas. Die Fläche beträgt schätzungsweise 38,5 km². Die urbane Fläche von Pascuales umfasst etwa 406 ha. Die Einwohnerzahl lag 2010 bei 74.932.

## Lage
Die Parroquia Pascuales liegt im äußersten Norden von Guayaquil am westlichen Flussufer des Río Daule. Die Fernstraßen E48 (Guayaquil–Nobol) und E40 (Guayaquil–La Aurora) führen durch das Areal.

## Geschichte
Die Parroquia Pascuales wurde am 28. August 1893 gegründet und nach dem Patron der örtlichen Kirche, dem Heiligen Paschalis Baylon, benannt.